# Earl of Bantry
Earl of Bantry war ein erblicher britischer Adelstitel in der Peerage of Ireland.
Familiensitz der Earls war Bantry House bei Bantry im County Cork.

## Verleihung und Geschichte des Titels
Der Titel wurde am 22. Januar 1816 für den anglo-irischen Militär Richard White, 1. Viscount Bantry, geschaffen. Zusammen mit der Earlswürde wurde ihm der nachgeordnete Titel Viscount Beerhaven verliehen. White hatte sich insbesondere im Januar 1797 ausgezeichnet, als er (im Vorfeld der Irischen Rebellion von 1798) an der Bantry Bay einen französischen Landungsversuch abwehrte. Er wurde dafür in der Peerage of Ireland bereits am 24. März 1797 zum Baron Bantry, of Bantry in the County of Cork, und am 29. Dezember 1800 zum Viscount Bantry, of Bantry in the County of Cork, erhoben.
Sein jüngerer Sohn, der spätere 3. Earl, ergänzte 1840 als Generalerbe seiner Großmutter väterlicherseits seinen Familiennamen zu Hedges-White. Alle vier Titel erloschen schließlich beim Tod von dessen kinderlosem einzigen Sohn, dem 4. Earl, am 30. November 1891.

## Liste der Earls of Bantry (1816)
- Richard White, 1. Earl of Bantry (1767–1851)
- Richard White, 2. Earl of Bantry (1800–1868)
- William Hedges-White, 3. Earl of Bantry (1801–1884)
- William Hedges-White, 4. Earl of Bantry (1854–1891)